# Sailing to Byzantium
 (décembre 2018).
Si vous disposez d'ouvrages ou d'articles de référence ou si vous connaissez des sites web de qualité traitant du thème abordé ici, merci de compléter l'article en donnant les références utiles à sa vérifiabilité et en les liant à la section « Notes et références ».
Sailing to Byzantium (Voile pour Byzance) est un poème irlandais de William Butler Yeats publié en 1928 dans la revue The Tower. Il comprend quatre strophes en ottava rima et en vers de dix syllabes. Il raconte un voyage vers Byzance (Constantinople en l'occurrence) comme la métaphore d'un voyage spirituel. L'auteur y explore les thèmes du rêve, de l'immortalité ou de l'art. Par l'utilisation de diverses techniques poétiques, le poèmes de Yeats décrit le voyage métaphorique d'un homme poursuivant sa propre vision de la vie éternelle et du paradis.

## Description
Ecrit en 1926, alors que Yeats a entre 60 et 61 ans, Sailing to Byzantium dépeint le sentiment de l'auteur à propos de la vieillesse et du rôle de l'imagination et du travail spirituel pour demeurer vivant quand le corps est fatigué. Yeats décide de quitter les terres des hommes jeunes (That is no country for old men) et de faire voile vers Byzance, lieu de résidence des sages, représentés dans les mosaïques en or de la cité. Il espère qu'ils apparaîtront, entourés de flammes, pour le libérer de son corps et l'emporter vers un espace en dehors du temps où il pourrait vivre dans l'éternité. Dans la dernière strophe, il déclare qu'une fois sorti de son corps, il ne réapparaîtra jamais sous une forme naturelle. Il s'imagine comme un oiseau doré, assis sur un arbre d'or, chantant le passé, le présent et le futur à venir.
Le premier vers du poème, That is no country for old men (Ce pays-là n'est pas pour les vieillards) a inspiré le titre du roman Non, ce pays n'est pas pour le vieil homme de Cormac McCarthy, adapté au cinéma par les frères Coen en 2007 avec No Country for Old Men.